# Zach Thornton
Zach Thornton (ur. 10 października 1973 w Edgewood) – amerykański piłkarz grający na pozycji bramkarza. Jego przydomki – „The Beast” (Bestia) i „The Bear” (Niedźwiedź) nawiązują do wielkiego wzrostu i wagi piłkarza.

## Początki
Thornton uczęszczał do John Carroll School, gdzie grał w uniwersyteckiej drużynie Loyola Greyhounds.

## Kariera klubowa
Za pośrednictwem 1996 MLS Inaugural Player Draft, w którym zajął 69. miejsce, dostał się do drużyny MetroStars (obecnie New York Red Bulls). Tam był jedynie rezerwowym dla jednego z najlepszych golkiperów w lidze – Tony’ego Meoli, więc zgodził się na wypożyczenie do trzecioligowego North Jersey Imperials. Tam z kolei podstawowym bramkarzem był Tim Howard – przyszły bramkarz reprezentacji USA. Ogółem Thornton rozegrał zaledwie 6 meczów ligowych w MetroStars i z pomocą 1997 MLS Expansion Draft został zawodnikiem Chicago Fire. Niespodziewanie wygryzł z podstawowej jedenastki doświadczonego Jorge Camposa, zmuszając go do powrotu do Meksyku. W pierwszym sezonie gry w Chicago zdobył MLS Cup i tytuł najlepszego bramkarza sezonu. Przez 6 lat był podstawowym bramkarzem „Fire” i jednym z czołowych golkiperów w całej lidze. Dobra gra Thorntona zaowocowała sześciomiesięcznym wypożyczeniem do portugalskiej Benfiki. W stołecznym klubie nie potrafił sobie wywalczyć miejsca w podstawowym składzie i po upływie terminu wypożyczenia powrócił do Chicago Fire. Podczas jego nieobecności w bramce „Strażaków” stał Henry Ring.
2 marca 2007 Zach został sprzedany do Colorado Rapids, lecz zrezygnowano z niego po roku. Próbował też szczęścia w New York Red Bulls, jednak występował tam tylko w rezerwach, a w lidze nie wystąpił ani razu.
2 sierpnia 2008 podpisał kontrakt z Chivas USA i wywalczył sobie miejsce w podstawowej jedenastce. W Chivas zadebiutował 2 sierpnia 2008 w spotkaniu z Chicago Fire (0:1), w którym skapitulował w 16 minucie po strzale Patricka Nyarko. W 2009 roku dzięki świetnym występom ponownie zdobył nagrodę dla najlepszego bramkarza sezonu ligowego.

## Kariera reprezentacyjna
Zach Thornton zadebiutował w reprezentacji w 1994 roku. Niebawem usunął się jednak w cień Kaseya Kellera. Dobre występy w lidze nie przekładały się na mecze w reprezentacji, w której zagrał jedynie 8 razy. 22 grudnia 2010 po raz pierwszy od długiego czasu dostał powołanie na towarzyski mecz z Hondurasem.

## Osiągnięcia
Chicago Fire
- Zdobywca MLS Cup: 1998
- Zdobywca U.S. Open Cup: 1998, 2000, 2003
- Zdobywca MLS Supporters’ Shield: 2003

Indywidualne
- MLS Goalkeeper of the Year: 1998, 2009
- MLS Best XI: 1998, 2009
- Drużyna gwiazd MLS: 1998, 1999, 2000, 2001, 2003, 2009